# وردة اليازجي
وردة اليازجية (1253 هـ - 1342 هـ / 1838 - 1924م)، أديبة، من أهل كفرشيما بلبنان.
هي وردة بنت الشيخ ناصيف اليازجي، وأخت الشيخ إبراهيم اليازجي. تعلمت في مدرسة البنات الأميركية ببيروت، وقرأت الأدب على أبيها. أقامت في الإسكندرية بمصر وتوفيت فيها.
لها ديوان بعنوان «حديقة الورد» - بيروت 1867 م، (وله طبعات عديدة: بيروت - 1881 م، ومصر 1913 م، وآخرها عن دار مارون عبود - لبنان 1984 م).